# San Juan de la Maguana (piłka siatkowa kobiet)
San Juan de la Maguana  - żeński klub piłki siatkowej z Dominikany. Swoją siedzibę ma w San Juan de la Maguana. Został założony w 2007.